# Joseph Bromfield
Joseph Bromfield (1744–1824) est un plâtrier et architecte anglais notable travaillant dans les West Midlands et dans le centre et le nord du Pays de Galles à la fin de la période géorgienne. Il est maire de Shrewsbury en 1809 .

## Début de carrière
Il est né, probablement à Whitchurch, Shropshire, en 1744. Son père, Robert Bromfield, est un constructeur. En 1752, la famille déménage à Old Swinford dans le Worcestershire, où son père devient commis aux travaux de Hagley Hall. Joseph Bromfield est l'un des quatre frères - les trois autres étaient également impliqués dans les métiers du bâtiment, le plus jeune étant Benjamin Bromfield, qui est sculpteur, concepteur et fabricant de cheminées en marbre qu'il fournit à des demeures seigneuriales, dont le château de Chirk dans le Denbighshire . Le père, Robert Bromfield, semble avoir été associé à l'architecte de Shrewsbury, Thomas Farnolls Pritchard, dont le travail le plus important est les plans du pont de fer à Ironbridge. Grâce à cette connexion, son fils Joseph commence à entreprendre des commandes de plâtrerie pour Farnolls Pritchard .

## Architecte

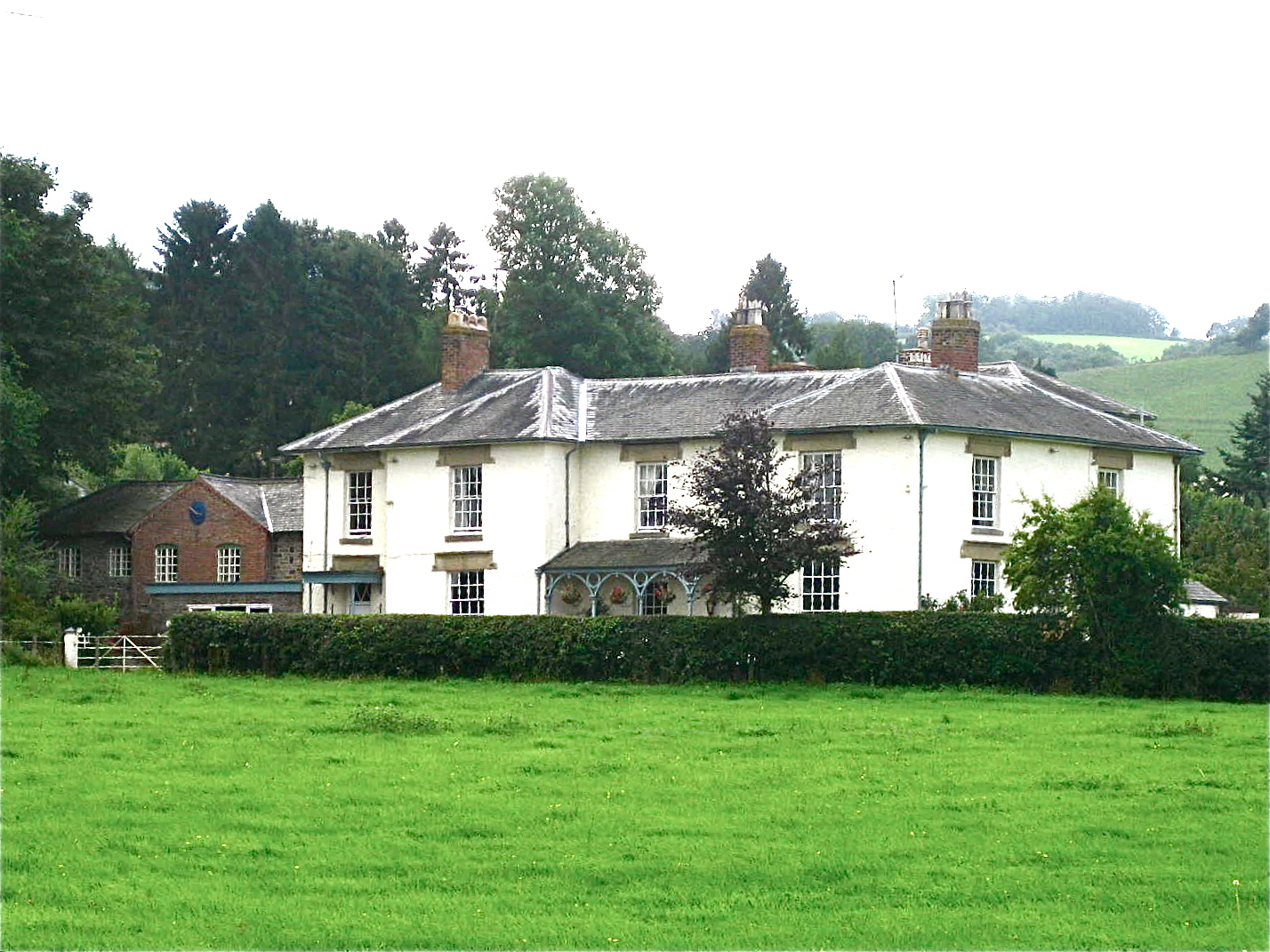
L'ancien presbytère, Llandyssil

En 1777, à la mort de Farnolls Pritchard, Bromfield, un dessinateur talentueux, semble avoir décidé de travailler comme architecte et de reprendre le cabinet d'architecture de Farnolls Pritchard. Au départ, il travaille dans le Shropshire, mais sa pratique architecturale s'étend progressivement pour couvrir la majeure partie du nord et du centre du Pays de Galles. Il possède une propriété, Brannas Lodge sur la rivière Dee, près de Bala dans le Merionethshire, d'où il semble avoir exercé . Il entreprend alors quelques commandes pour des maisons de campagne assez importantes, telles que Rhug, Caerynwch et Nanhoron ; des presbytères, notamment Newtown et Llandyssil dans le Montgomeryshire, et les usines à Morda à l'extérieur d'Oswestry et Forden près de Montgomery . Son travail se caractérise par l'utilisation de grandes baies vitrées et l'utilisation de vérandas « enveloppantes » ou semi-enveloppantes. Il est influencé par les conceptions de villas de style italien développées par John Nash, qui a conçu Cronkhill près d'Attingham Park en 1805. Bromfield est également responsable du presbytère de Berrington (plus tard Berrington Hall) dans la paroisse voisine de Cronkhill, ainsi que de travailler à Attingham. De nombreuses maisons de Bromfield ont des toits Regency typiques à faible pente avec de larges avant-toits. Bromfield est un pionnier de l'utilisation précoce de la fonte dans les bâtiments domestiques, provenant probablement des fonderies de William Hazeldine à Coleham, Shrewsbury et Plas Kynaston près de l'aqueduc de Pontcysyllte à Chirk. Des exemples de cette ferronnerie peuvent être vus à Plas Bodegroes sur la péninsule de Llyn où les descentes pluviales et les têtes de trémie en fonte sont datées de 1779, et le presbytère de Llandyssil qui a des descentes pluviales similaires mais aussi des montants en fonte utilisés pour soutenir la véranda, qui sont similaires à ceux utilisés dans la construction des premières usines.

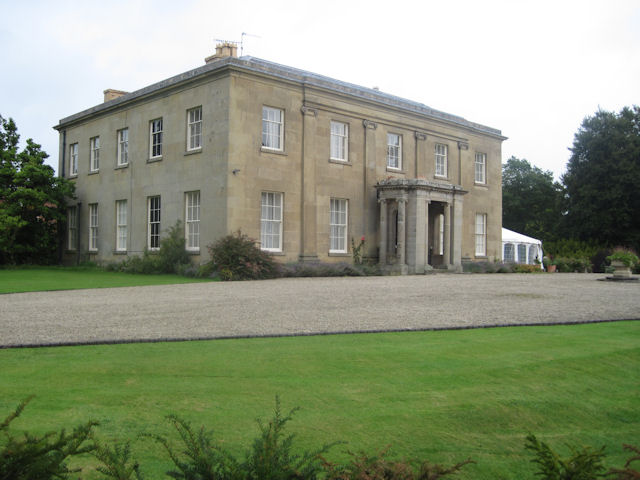
Glansevern Hall, Berriew, Montgomeryshire

La maison la plus intéressante de Bromfield est Glansevern Hall, entre Welshpool et Newtown, qui est achevée pour Sir Arthur Davies Owen en 1807 . Cette maison de style néo-grec et la pierre à partir de laquelle elle est construite proviennent des carrières de Cefn à Minera près de Wrexham. L'utilisation du style néo-grec est relativement rare et Pevsner et Lang soulignent que le premier exemple en est le temple dorique de James "Athenian" Stuart à Hagley Park . Comme le père de Joseph Bromfield est le commis des travaux à Hagley, il en a peut-être eu l'idée, ou bien il a peut-être été au courant du travail de Thomas Harrison de Chester, qui est un représentant majeur de ce style. Pour la loge de Brannas Bromfield, on a utilisé des fenêtres à arc arrondi «gothiques», copiant apparemment Farnolls Pritchard, qui aimait beaucoup utiliser les styles gothique et chinois dans son architecture. Les modifications apportées à Brynkinallt, Denbighshire en 1806 montrent que Bromfield peut également travailler dans le style gothique crénelé.
Jusqu'à récemment, Joseph Bromfield est resté largement méconnu en tant qu'architecte. La première édition de Howard Colvin du "Dictionnaire bibliographique des architectes britanniques" ne fait aucune mention de son travail, tandis que la troisième édition publiée en 1995 observe que Bromfield "En tant qu'architecte, il semble avoir été compétent mais banal". Notamment la 4e édition (2008), qui énumère plus d'exemples de son travail, omet cette remarque.